# Селькнамы

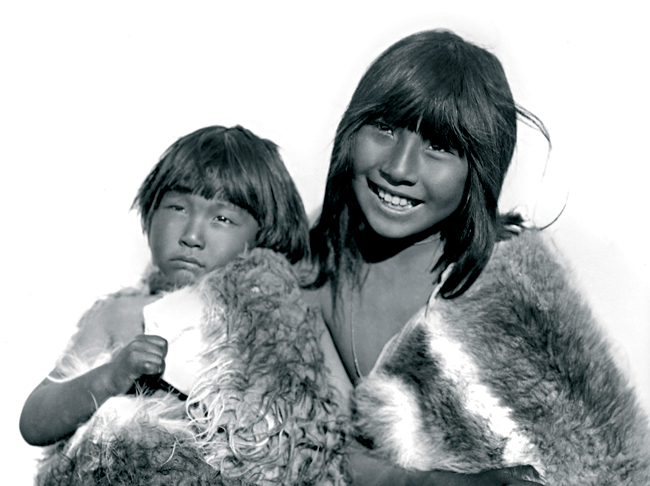

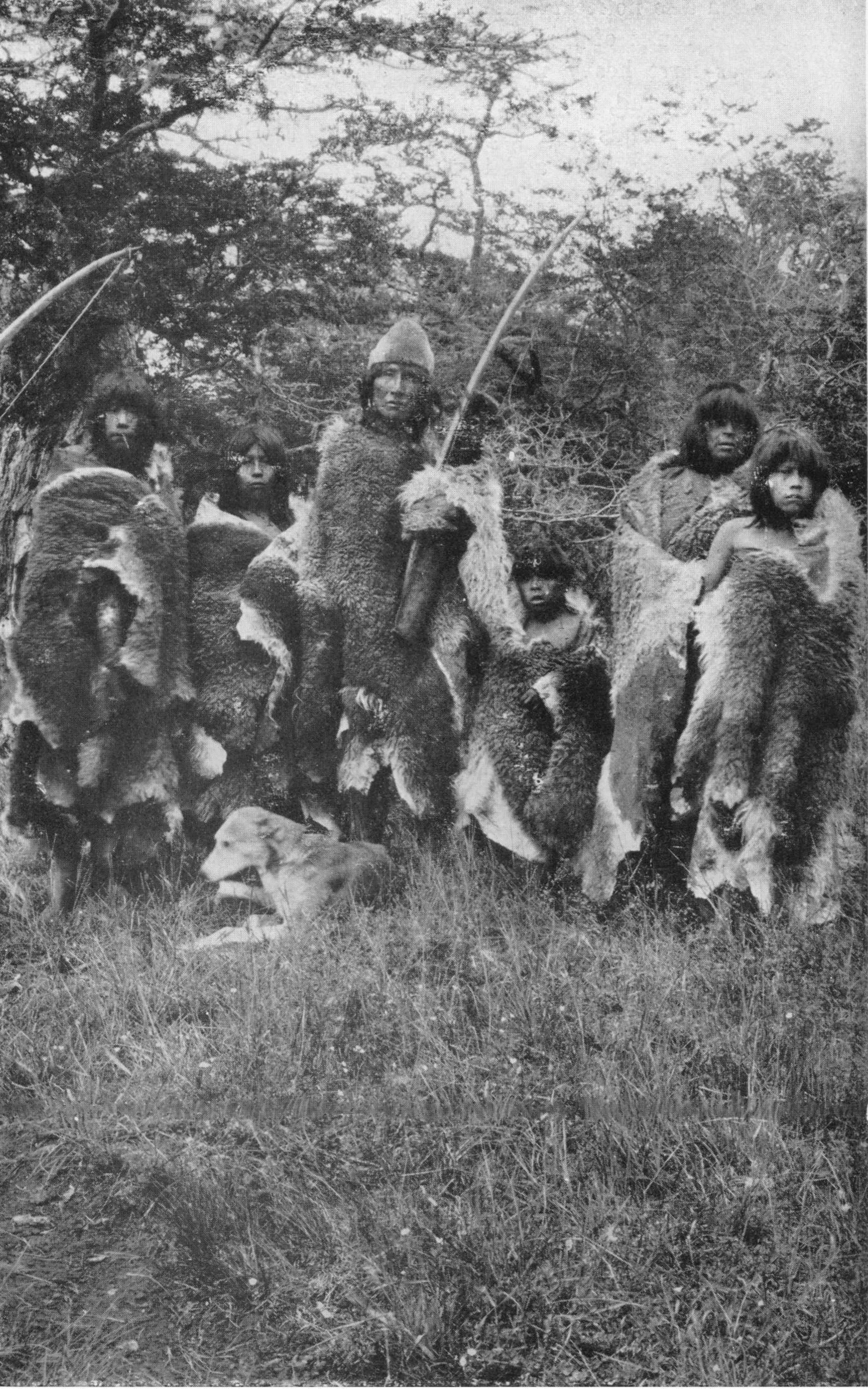

Селькнам (самоназвание), или о́на (на языке яганов), Selknam, Ona) — индейский народ, обитавший на крайнем юге Патагонии (территория современных Аргентины и Чили) — в основном, на внутренних равнинах и нагорье крупнейшего острова архипелага Огненная Земля Исла-Гранде. Вместе с яганами и алакалуфами их относят к огнеземельцам.

## Язык

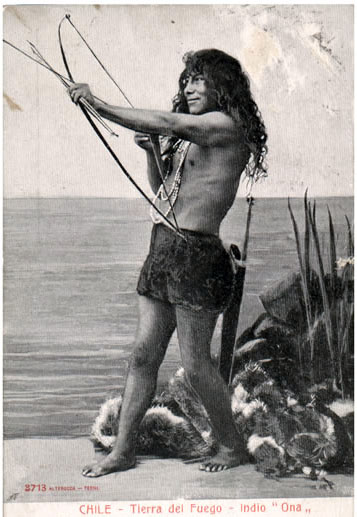
Охотник она

Селькнамский язык относится к чонским языкам. Язык соседнего племени хауш, хотя и относился к той же семье, для селькнамов был непонятен. В настоящее время она-метисы говорят на испанском, а язык она (селькнамский) считается исчезнувшим — на нём в конце XX века говорили 1–3 человека. В 2014 году на нём говорили 2 человека, один из которых умер в том же году.

## История
Селькнамы были одними из последних коренных народов Южной Америки, до которых добралась европейская цивилизация — это произошло в середине XIX века, после чего их численность стала стремительно сокращаться — в основном, из-за болезней. Если в начале контакта их численность составляла несколько тысяч, то в начале XX века их было несколько сотен, в 1930-е гг. около 100 человек, а последний чистокровный селькнам умер в 1974 году.

## Образ жизни
Традиционно селькнамы были кочевниками, лишь зимой собираясь на побережье. До начала XX века они охотились на гуанако, морских животных и птиц. В качестве оружия использовали лук и стрелы, реже — копьё, пращу и болеадорас — последние, как и собак, селькнамы переняли от теуэльче.
Жилища — конические хижины или сегментированные заслоны из жердей и шкур гуанако.
В качестве одежды использовались те же шкуры гуанако или лисицы, вывернутые мехом наружу. Мужчины носили меховые шапки, кожаную обувь типа мокасинов, на груди — кожаные треугольники.
В обществе селькнамов насчитывалось до 40 патрилинейных экзогамных групп численностью от 40 до 120 мужчин, имевших собственные охотничьи угодья. Они объединялись в 2 (или 4) фратрии, по числу сторон света.
Семья была небольшой, брак — патрилокальным, изредка практиковалось многожёнство (в частности, сорорат) и левират.
Собираясь вместе зимой, селькнамы проводили священную церемонию клоктен (это же название носили их шаманы).
Духовная культура селькнамов изучена лучше по сравнению с соседними огнеземельцами. У них существовала развитая мифология (мифы о героях, демиургах), тотемные культы, культ предков (ховенх) и др.